# فرودگاه هیلفرسوم
فرودگاه هیلفرسوم (به انگلیسی: Hilversum Airport) (به زبان بومی: Vliegveld Hilversum) یک فرودگاه همگانی است که یک باند فرود چمن دارد و طول باند آن ۶۰۰ متر است. این فرودگاه در شهر هیلفرسوم کشور هلند قرار دارد و در ارتفاع ۱ متری از سطح دریا واقع شده است.